# 訃報 2004年7月
訃報 2004年7月（ふほう 2004ねん7がつ）では、2004年（平成16年）7月中に物故した、又は物故が報じられた人物についてまとめる。

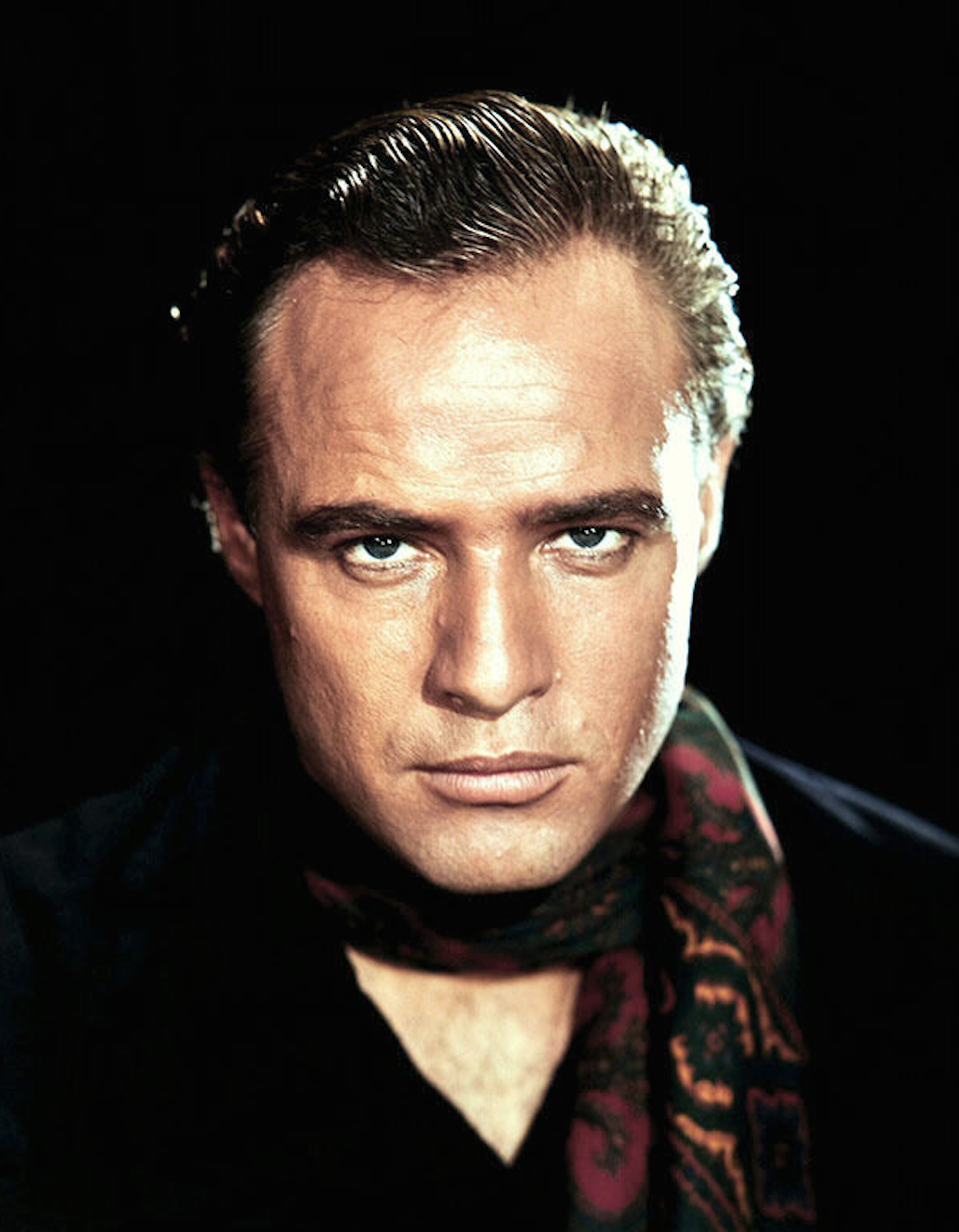
マーロン・ブランド／7月1日没

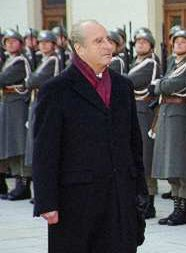
トーマス・クレスティル／7月6日没

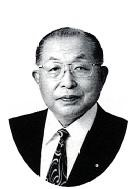
林大幹／7月11日没

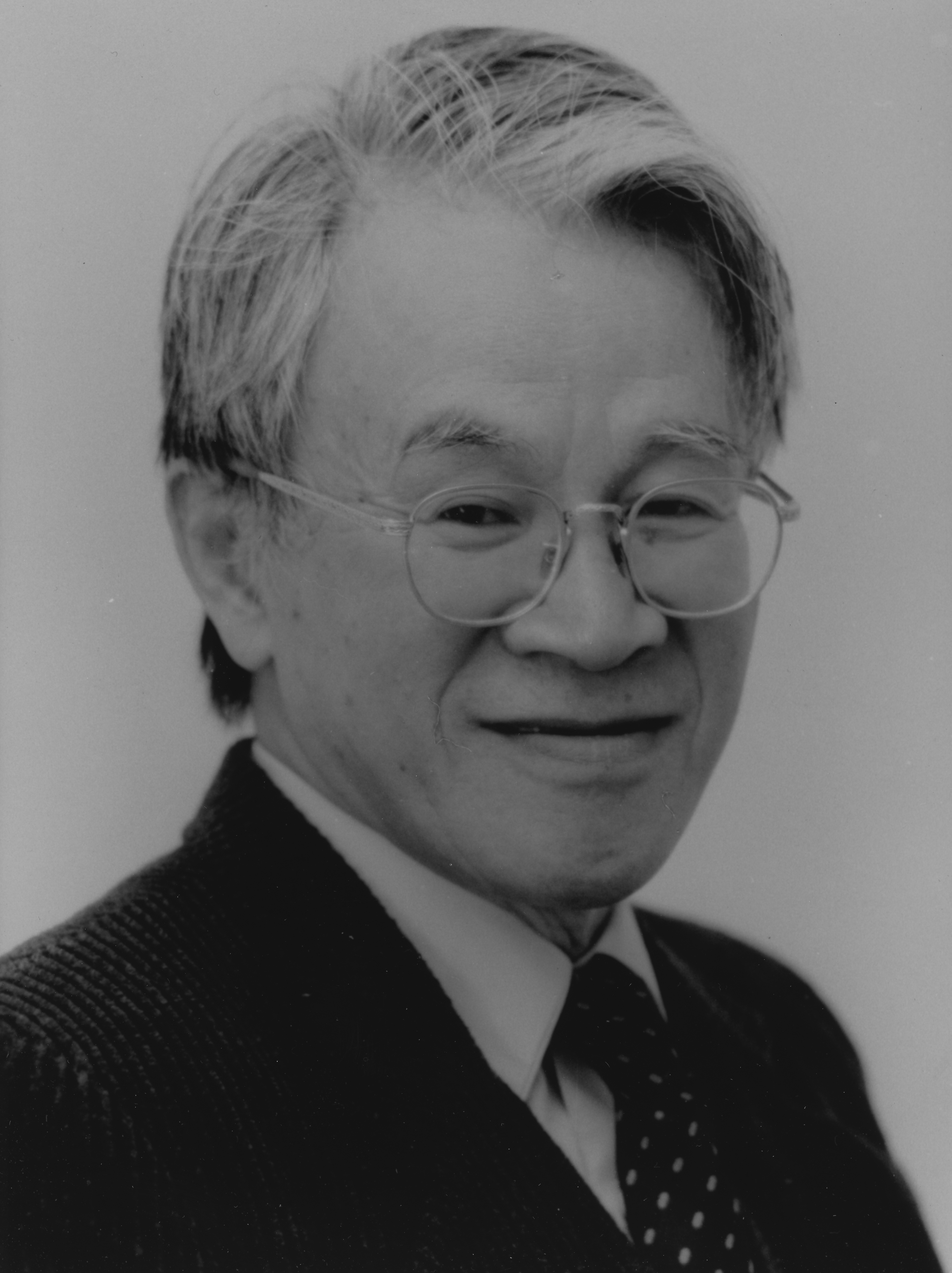
森嶋通夫／7月13日没

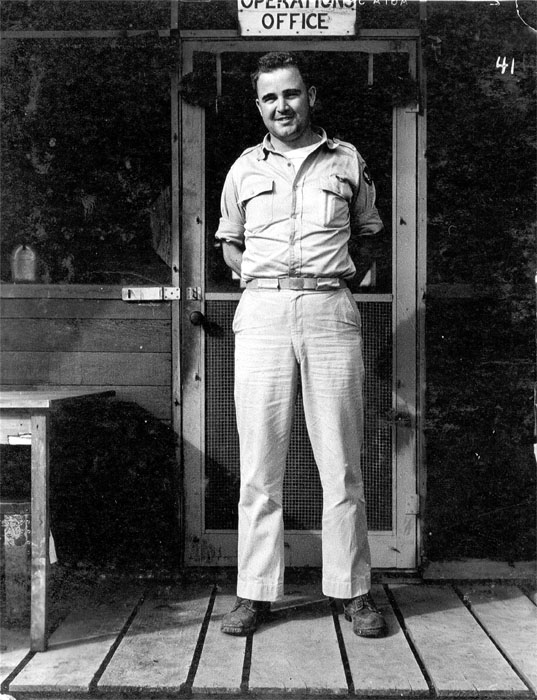
チャールズ・スウィーニー／7月15日没

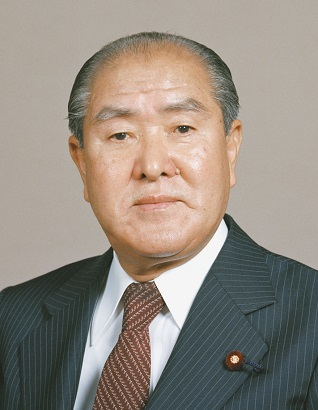
鈴木善幸／7月19日没

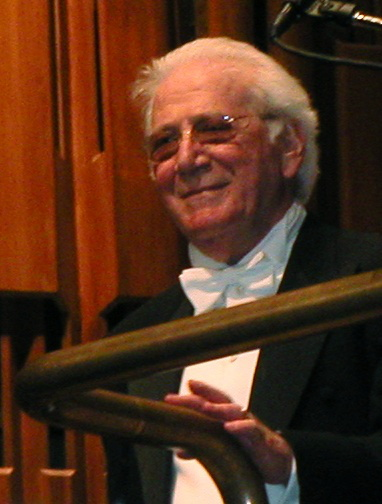
ジェリー・ゴールドスミス／7月21日没

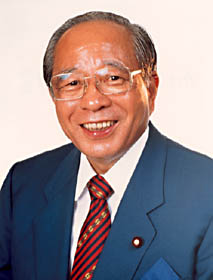
加藤卓二／7月22日没

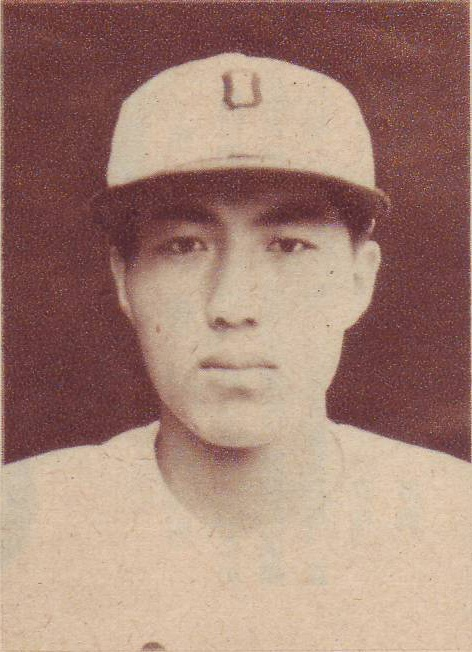
石垣一夫／7月23日没

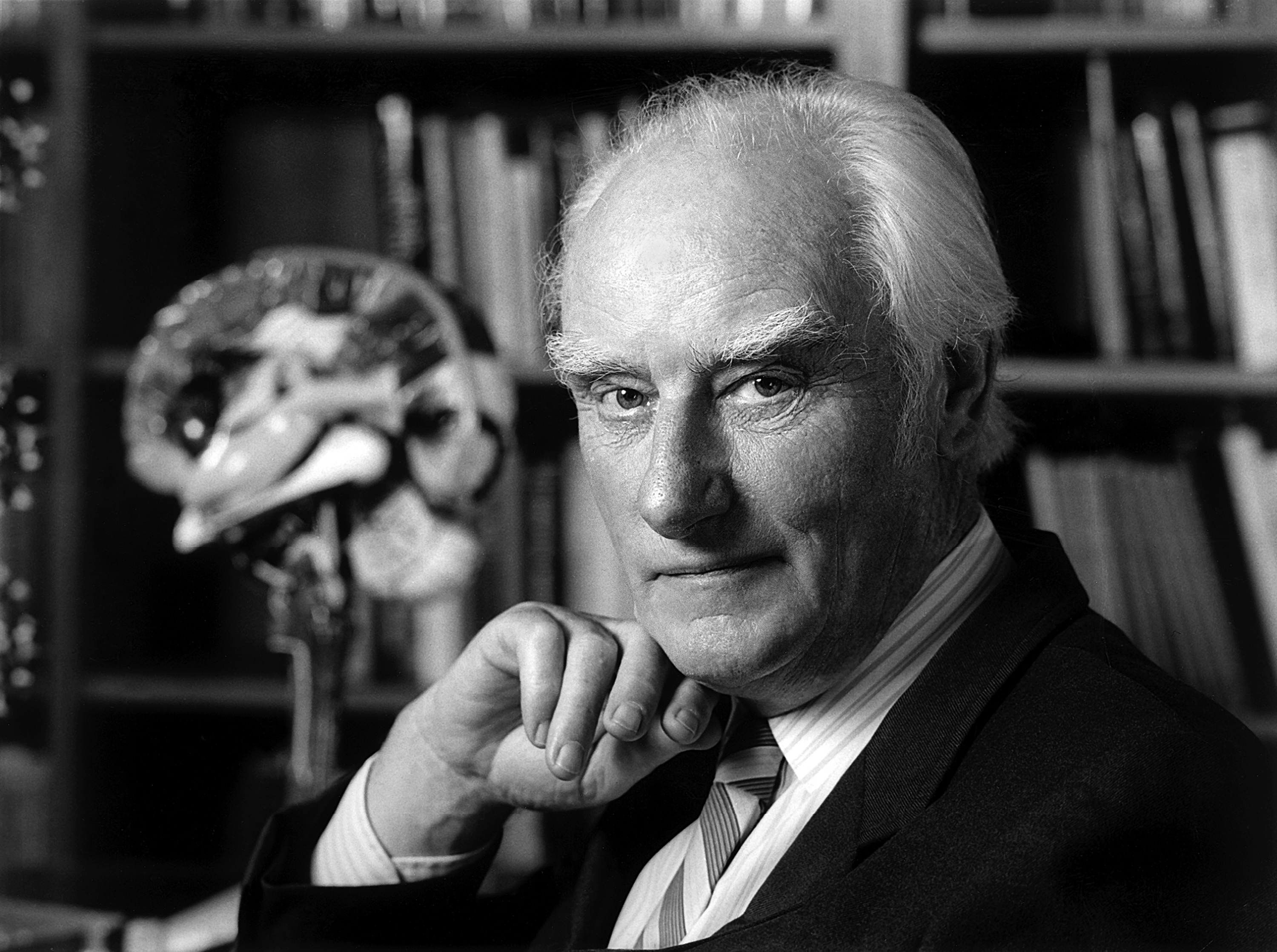
フランシス・クリック／7月28日没

## （1日 - 15日）
- 7月1日 - マーロン・ブランド、俳優（* 1924年）
- 7月1日 - 高畠導宏、元プロ野球選手（* 1944年）
- 7月3日 - 鈴木治雄、実業家（* 1913年）
- 7月5日 - 大野木浜市、野球選手（* 1916年）
- 7月5日 - 島碩弥、アナウンサー（* 1935年）
- 7月5日 - 鳥井信一郎、サントリー元会長・社長（* 1938年）
- 7月6日 - トーマス・クレスティル、オーストリア大統領（* 1932年）
- 7月7日 - 高畠通敏、政治学者（*1933年）
- 7月7日 - 永井明、医師、医療ジャーナリスト（* 1947年）
- 7月8日 - 永原慶二、歴史学者（* 1922年）
- 7月10日 - 岩崎純三、政治家、第11代総務庁長官（* 1924年）
- 7月11日 - 林大幹、政治家、第27代環境庁長官（* 1922年）
- 7月12日 - 島原輝夫、元プロ野球選手（* 1927年）
- 7月13日 - 森嶋通夫、経済学者（* 1923年）
- 7月13日 - カルロス・クライバー、指揮者（* 1930年）
- 7月15日 - チャールズ・スウィーニー、長崎市に原爆を投下した米空軍の将軍（* 1919年）
- 7月15日 - 吉田直、ライトノベル作家（* 1969年）

## （16日 - 31日）
- 7月16日 - 平野龍一、法学者・元東京大学総長（* 1920年）
- 7月16日 - 中野孝次、作家・独文学者（* 1925年）
- 7月16日 - 石川真澄、ジャーナリスト（* 1933年）
- 7月17日 - 鈴木義司、漫画家（* 1928年）
- 7月17日 - パット・ローチ、イギリスの元プロレスラー、俳優（* 1937年）
- 7月19日 - 鈴木善幸、第70代内閣総理大臣（* 1911年）
- 7月21日 - ジェリー・ゴールドスミス、映画音楽作曲家（* 1929年）
- 7月22日 - 加藤卓二、政治家（* 1926年）
- 7月22日 - 星セント、漫才師（* 1948年）
- 7月23日 - 石垣一夫、元プロ野球選手（* 1931年）
- 7月25日 - 下條正巳、俳優（* 1915年）
- 7月26日 - 中島らも、小説家（* 1952年）
- 7月28日 - フランシス・クリック、分子生物学者（* 1916年）
- 7月28日 - 新井明、実業家、元日本経済新聞社社長（* 1925年）
- 7月29日 - 高田誠一、元BLACK CATSボーカリスト（* 1960年）
- 7月31日 - 朱里エイコ、歌手（* 1946年）